# MOVIE ACCESS
『MOVIE ACCESS』は、エフエム北海道（AIR-G'）で放送されている、ラジオ番組。